# Bill Baker (Eishockeyspieler)
William Robert „Bill“ Baker (* 29. November 1956 in Grand Rapids, Minnesota) ist ein ehemaliger US-amerikanischer Eishockeyverteidiger. Er war Mitglied des US-Teams beim Miracle on Ice, dem Olympiasieg der Vereinigten Staaten 1980. Zwischen 1980 und 1983 spielte er in der NHL für die Montréal Canadiens, Colorado Rockies, St. Louis Blues und New York Rangers.

## Karriere
Auf der Highschool erzielte Baker die ersten Erfolge im Eishockey, als er mit den East Grand Rapids Pioneers erstmals die Schulmeisterschaft von Minnesota gewann. In seiner Studienzeit spielte er vier Jahre für die University of Minnesota in der Western Collegiate Hockey Association und gewann dort zwei NCAA-Titel. Beim NHL Amateur Draft 1976 wurde er in der dritten Runde an 54. Stelle von den Montréal Canadiens gezogen. Er wurde Nationalspieler und nahm an der Weltmeisterschaft 1979 teil. 1980 gehörte er bei den Olympischen Spielen in Lake Placid zur US-Mannschaft und gewann die Goldmedaille. Im Vorrundenspiel gegen Schweden erzielte er wenige Sekunden vor Spielschluss den Ausgleich zum 2:2.
In der Saison 1980/81 absolvierte Baker sein erstes Spiel für die Montréal Canadiens in der National Hockey League, wurde aber bereits kurz darauf zu den Colorado Rockies getauscht. 1981 nahm er erneut mit den USA an der Eishockey-Weltmeisterschaft teil. Kurz nach Saisonbeginn wechselte er zu den St. Louis Blues, bevor er die Saison 1982/83 für die New York Rangers spielte. Anschließend verbrachte er noch ein Jahr bei den Tulsa Oilers in der CHL, bevor er sich aus dem Profisport zurückzog.
Heute lebt Baker in Brainerd, Minnesota und arbeitet als Kieferchirurg.

## Karrierestatistik

### International
Vertrat die USA bei:
- Weltmeisterschaft 1979
- Olympischen Winterspielen 1980
- Canada Cup 1981
- Weltmeisterschaft 1981

(Legende zur Spielerstatistik: Sp oder GP = absolvierte Spiele; T oder G = erzielte Tore; V oder A = erzielte Assists; Pkt oder Pts = erzielte Scorerpunkte; SM oder PIM = erhaltene Strafminuten; +/− = Plus/Minus-Bilanz; PP = erzielte Überzahltore; SH = erzielte Unterzahltore; GW = erzielte Siegtore; 1 Play-downs/Relegation; Kursiv: Statistik nicht vollständig)